# Taterillus congicus
Il taterillo del Congo (Taterillus congicus  Thomas, 1915) è un roditore della famiglia dei Muridi diffuso nell'Africa centrale.

## Descrizione
Roditore di piccole dimensioni, con la lunghezza della testa e del corpo tra 95 e 142 mm, la lunghezza della coda tra 131 e 188 mm, la lunghezza del piede tra 28 e 32 mm, la lunghezza delle orecchie tra 18 e 23 mm e un peso fino a 77 g.

Le parti superiori sono bruno fulvo scuro, i fianchi e il fondo schiena sono più chiari. La parte superiore del muso è nera mentre il capo è dello stesso colore del dorso. Le parti ventrali e le zampe bianche sono cosparse di peli fulvi. La coda è più lunga della testa e del corpo, è marrone scuro sopra, giallo-brunastra sotto e con un ciuffo di lunghi peli all'estremità.

## Biologia

### Comportamento
È una specie terricola e notturna.

### Riproduzione
Nel Ciad sono state osservate femmine con 3-4 embrioni.

## Distribuzione e habitat
Questa specie è diffusa nell'Africa centrale, dal Camerun nord-orientale alla Repubblica Democratica del Congo settentrionale.
Vive nelle savane, savane alberate e aree di savane all'interno delle foreste tropicali secondarie umide.

## Tassonomia
Sono state riconosciute 2 sottospecie:
- T.c.congicus: Camerun nord-orientale, Ciad meridionale, Repubblica Democratica del Congo settentrionale, Sudan del Sud occidentale;
- T.c.clivosus (Thomas & Hinton, 1923): Sudan sud-occidentale;

## Conservazione
La IUCN Red List, considerato il vasto areale, la popolazione numerosa, la presenza in diverse aree protette e la tolleranza alle modifiche ambientali, classifica T.congicus come specie a rischio minimo (Least Concern).